# Thomas A. Szlezák
Thomas Alexander Szlezák (Budapest, 12 luglio 1940 – 18 ottobre 2023) è stato un filologo classico e grecista tedesco.
Fu professore ordinario di filologia greca e direttore del "Platon-Archiv" della prestigiosa Università Eberhard Karl di Tubinga.

## Opere
- Pseudo-Archytas über die Kategorien. Texte zur griechischen Aristoteles-Exegese (= Peripatoi. Band 4), De Gruyter, Berlin-New York, 1972.
- Platone e Aristotele nella dottrina del Nous di Plotino (Platon und Aristoteles in der Nus-Lehre Plotins, 1979), traduzione di Alessandro Trotta, Milano, Vita e Pensiero, 1997, ISBN 978-88-343-0873-8.
- Platone e la scrittura della filosofia. Analisi di struttura dei dialoghi della giovinezza e della maturità alla luce di un nuovo paradigma ermeneutico (Platon und die Schriftlichkeit der Philosophie. Interpretationen zu den frühen und mittleren Dialogen, 1985), Introduzione e trad. di Giovanni Reale, Milano, Vita e Pensiero, 1988, 1992, ISBN 978-88-343-0266-8.
- Come leggere Platone. Un nuovo canone per affrontare gli scritti platonici, collana Problemi attuali. Strumenti critici, traduzione di Nicoletta Scotti, Presentazione di Giovanni Reale, Milano, Rusconi, novembre 1991, ISBN 978-88-180-1080-0. - Collana Tascabili. Saggi, Milano, Bompiani, 2004, ISBN 978-88-452-3331-9. [ed. tedesca: Platon lesen (= Legenda. Band 1), frommann-holzboog, Stuttgart, 1993]
- Platone politico, collana Le radici del pensiero filosofico VIII, Roma, Istituto della Enciclopedia Italiana, 1993.
- La Repubblica di Platone. I libri centrali (Die Idee des Guten in Platons Politeia. Beobachtungen zu den mittleren Büchern, Lecturae Platonis n.3, 2003), a cura di Maurizio Migliori e C. Danani, collana Filosofia. Nuova serie n.3, Lecturae Platonis n.1, traduzione di Carlo Jory e Carla Danani, 5 lezioni con 2 ulteriori contributi sull'allegoria della caverna e sull'idea del bene, Brescia, Morcelliana, 2003, ISBN 978-88-372-1956-7.
- Aristoteles, Metaphysik, Übersetzung und Einleitung, Akademie-Verlag, Berlin, 2003.
- Platon und die Schriftlichkeit der Philosophie. Teil 2: Das Bild des Dialektikers in Platons späten Dialogen, De Gruyter, Berlin-New York, 2004, ISBN 3-11-018178-9.
- Was Europa den Griechen verdankt. Von den Grundlagen unserer Kultur in der griechischen Antike, Mohr Siebeck/UTB, Tübingen, 2010.
- Homer oder Die Geburt der abendländischen Dichtung, C.H.Beck, München, 2012, ISBN 978-3-406-63729-2.
- Aufsätze zur griechischen Literatur und Philosophie (= International Plato studies. Band 39), Academia, Baden-Baden, 2019, ISBN 978-3-89665-745-9.
- Platone. L'invenzione della filosofia in Occidente (Platon: Meisterdenker der Antike, 2021), collana Saggi n.32, traduzione di Caterina Centrone, Prefazione di Franco Ferrari, Milano, Hoepli, 2025, ISBN 978-88-360-0943-5.